# Années 1650
Les années 1650 couvrent la période de 1650 à 1659.

## Événements
- 1650-1653: deuxième guerre franco-iroquoise[1].
- 1652 : fondation de la colonie du Cap par Jan van Riebeeck pour la Compagnie néerlandaise des Indes orientales[2].
- 1652-1682 : règne de Kaladjan Coulibaly (royaume bambara de Ségou)[3]. En Afrique occidentale, les Bambara, venus de l’est au début du siècle, fondent des royaumes (Ségou, Kaarta) sur les ruines de l’Empire songhaï et du Mali. Selon la tradition, le fondateur du royaume de Ségou est Kaladjan Coulibaly, dont les qualités de diplomate permettent à son peuple de s'établir pacifiquement au milieu des Soninké qui occupent déjà le pays. Son fils, Danfassari, crée la capitale Ségou-Koro, à 10 km de l’actuelle Ségou[4].

- 1654 :  fin de l’occupation hollandaise du Brésil[5].
- 1654-1658 : guerres contre les Indiens caraïbes à la Martinique ; ils doivent accepter la paix en 1657 avant d'être expulsés et massacrés en 1658-1660[6].
- 1657 : le grand incendie de Meireki détruit le tiers des bâtiments et tue 100 000 habitants d'Edo, capitale du Japon[7].
- 1658-1661 : début de l'exploration du Kamtchatka par les Russes conduit par le cosaque Ivan Kamtchatka[réf. souhaitée].

### Europe
- 1648–1657 : soulèvement de Khmelnytsky en Ukraine[8].
- 1648-1653 : troubles de la Fronde en France[9].
- Vers 1650 :
  - la Compagnie de Jésus compte 521 collèges en Europe, accueillant environ 150 000 élèves[10].
  - la Pologne compte 270 églises protestantes en 1650 (560 en 1572). Les Luthériens, essentiellement des Allemands, se maintiennent dans les villes de la Prusse royale comme Danzig ou Elbląg, tandis que les calvinistes sont présents dans une centaine de paroisses en Lituanie[11].
- 1650-1652 : guerre anglo-écossaise ; Les troupes parlementaires de la New Model Army commandées par Oliver Cromwell écrasent les Écossais à Dunbar (1650) et à Worcester (1651). L’Écosse rejoint le Commonwealth (1652)[12].
- 1651-1673 : les trois tribunaux de l'Inquisition du Portugal condamnent 184 victimes à être « relaxées » (remises dans les mains du pouvoir séculier pour leur exécution) en personne, 59 en effigie et 4793 à faire pénitence (baisse de deux tiers de la moyenne annuelle par rapport à la période précédente)[13].
- 1652 : Cromwell achève la conquête de l'Irlande[14].
- 1652-1654 : première guerre anglo-néerlandaise[15].
- 1653 : guerre des paysans en Suisse[16].
- 1653-1658 : Cromwell nommé Lord-protecteur, gouverne le Commonwealth d'Angleterre, d'Écosse et d'Irlande[17]. Le Commonwealth met en place une Église d’État, hostile aux anglicans et aux catholiques, mais tolérante aux sectes qui admettent les idées puritaines. Cette progression du protestantisme intransigeant favorise l’alphabétisation et l’éducation de la population[18].
- 1653-1672 : Johan de Witt Grand-pensionnaire des États de Hollande, est de fait le personnage politique le plus influent des Provinces-Unies[19].
- 1654-1660 : guerre anglo-espagnole. Les Anglais s'emparent de la Jamaïque, détruisent des convois espagnols au large de Cadix en 1656 et à Santa Cruz de Tenerife[20].
- 1655-1660 : le Déluge ; la Suède envahit la Pologne-Lituanie[21]. Première guerre du Nord ; la Russie (1656), puis le Brandebourg-Prusse, le Danemark et l'Empire (1657) se tournent contre la Suède[22].
- 1657 : crise du Jansénisme en France. L'Assemblée du clergé impose aux ecclésiastiques la signature d'un formulaire condamnant l'Augustinus[23].
- 1658 : victoire d'une coalition franco-anglaise sur l'Espagne à la bataille des Dunes[23].
- 1659 : le traité des Pyrénées met fin à la guerre franco-espagnole[24].

## Personnalités significatives
- Anne d'Autriche
- Aurangzeb
- Avvakoum
- Marguerite Bourgeoys
- Christine de Suède
- Louis II de Bourbon-Condé
- Oliver Cromwell
- Lobsang Gyatso
- Bohdan Khmelnytsky
- Koxinga
- Léopold Ier
- Louis XIV de France
- François Michel Le Tellier de Louvois
- Paul de Chomedey, sieur de Maisonneuve
- Jules Mazarin
- Nikon
- Jan van Riebeeck
- Henri de La Tour d'Auvergne, vicomte de Turenne
- Johan de Witt